# Listă de filme de animație produse de Pixar
Pixar Animation Studios este o companie de producție de filme CGI cu sediul în Emeryville, California, SUA. Pixar a produs 27 de filme lungmetraj, care au fost lansate de Walt Disney Studios Motion Pictures prin Walt Disney Pictures, cu primul film fiind Povestea jucăriilor (care a fost de asemenea primul film de animație CGI teatral lansat vreodată) și cel mai recent fiind Întors pe dos 2 pe 14 iunie 2024.
Filmele lor viitoare includ Elio în 2025, Hoppers și Povestea jucăriilor 5 în 2026 și Incredibilii 3 la o dată nespecificată. În plus, un film neanunțat este programat pentru lansare pe 18 iunie 2027.

## Filme

### Lansate
| Film                     | Data lansării     | Regizor(i)                                                | Scenarișt(i) | Scenarișt(i)                                                     | Producător(i)                         | Compozitor(i)               |
| Film                     | Data lansării     | Regizor(i)                                                | Povestea | Scenariul                                                        | Producător(i)                         | Compozitor(i)               |
| ------------------------ | ----------------- | --------------------------------------------------------- | --- | ---------------------------------------------------------------- | ------------------------------------- | --------------------------- |
| Povestea jucăriilor      | 22 noiembrie 1995 | John Lasseter                                             | Pete Docter, Lasseter, Joe Ranft & Andrew Stanton                                                                      | Joel Cohen, Alec Sokolow, Stanton & Joss Whedon                  | Bonnie Arnold & Ralph Guggenheim      | Randy Newman                |
| Aventuri la firul ierbii | 25 noiembrie 1998 | John LasseterCo-regizat de: Andrew Stanton                | Lasseter, Joe Ranft & Stanton                                                                                          | Donald McEnery, Bob Shaw & Stanton                               | Darla K. Anderson & Kevin Reher       | Randy Newman                |
| Povestea jucăriilor 2    | 24 noiembrie 1999 | John LasseterCo-regizat de: Ash Brannon & Lee Unkrich     | Brannon, Pete Docter, Lasseter & Andrew Stanton                                                                        | Doug Chamberlin, Rita Hsiao, Stanton & Chris Webb                | Karen Robert Jackson & Helene Plotkin | Randy Newman                |
| Compania Monștrilor      | 2 noiembrie 2001  | Pete DocterCo-regizat de: David Silverman & Lee Unkrich   | Jill Culton, Docter, Ralph Eggleston & Jeff Pidgeon                                                                    | Dan Gerson & Andrew Stanton                                      | Darla K. Anderson                     | Randy Newman                |
| În căutarea lui Nemo     | 30 mai 2003       | Andrew StantonCo-regizat de: Lee Unkrich                  | Stanton | Bob Peterson, David Reynolds & Stanton                           | Graham Walters                        | Thomas Newman               |
| Incredibilii             | 5 noiembrie 2004  | Brad Bird                                                 | Brad Bird | Brad Bird                                                        | John Walker                           | Michael Giacchino           |
| Mașini                   | 9 iunie 2006      | John LasseterCo-regizat de: Joe Ranft                     | Lasseter, Jorgen Klubien & Ranft                                                                                       | Dan Fogelman, Klubien, Lasseter, Phil Lorin, Kiel Murray & Ranft | Darla K. Anderson                     | Randy Newman                |
| Ratatouille              | 29 iunie 2007     | Brad BirdCo-regizat de: Jan Pinkava                       | Bird, Jim Capobianco & Pinkava                                                                                         | Bird                                                             | Brad Lewis                            | Michael Giacchino           |
| WALL-E                   | 27 iunie 2008     | Andrew Stanton                                            | Pete Docter & Stanton                                                                                                  | Jim Reardon & Stanton                                            | Jim Morris                            | Thomas Newman               |
| Deasupra tuturor         | 29 mai 2009       | Pete DocterCo-regizat de: Bob Peterson                    | Docter, Tom McCarthy & Peterson                                                                                        | Docter & Peterson                                                | Jonas Rivera                          | Michael Giacchino           |
| Povestea jucăriilor 3    | 18 iunie 2010     | Lee Unkrich                                               | John Lasseter, Andrew Stanton & Unkrich                                                                                | Michael Arndt                                                    | Darla K. Anderson                     | Randy Newman                |
| Mașini 2                 | 24 iunie 2011     | John LasseterCo-regizat de: Brad Lewis                    | Dan Fogelman, Lasseter & Lewis                                                                                         | Ben Queen                                                        | Denise Ream                           | Michael Giacchino           |
| Neînfricată              | 22 iunie 2012     | Mark Andrews & Brenda ChapmanCo-regizat de: Steve Purcell | Chapman | Andrews, Chapman, Irene Mecchi & Purcell                         | Katherine Sarafian                    | Patrick Doyle               |
| Universitatea monștrilor | 21 iunie 2013     | Dan Scanlon                                               | Robert L. Baird, Dan Gerson & Scanlon                                                                                  | Robert L. Baird, Dan Gerson & Scanlon                            | Kori Rae                              | Randy Newman                |
| Întors pe dos            | 19 iunie 2015     | Pete DocterCo-regizat de: Ronnie del Carmen               | del Carmen & Docter | Josh Cooley, Docter & Meg LeFauve                                | Jonas Rivera                          | Michael Giacchino           |
| Bunul Dinozaur           | 25 noiembrie 2015 | Peter Sohn                                                | Erik Benson, Meg LeFauve, Kelsey Mann, Bob Peterson & Sohn                                                             | LeFauve                                                          | Denise Ream                           | Jeff & Mychael Danna        |
| În căutarea lui Dory     | 17 iunie 2016     | Andrew StantonCo-regizat de: Angus MacLane                | Stanton | Stanton & Victoria Strouse                                       | Lindsey Collins                       | Thomas Newman               |
| Mașini 3                 | 16 iunie 2017     | Brian Fee                                                 | Fee, Eyal Podell, Ben Queen & Jonathan E. Stewart                                                                      | Kiel Murray, Bob Peterson & Mike Rich                            | Kevin Reher                           | Randy Newman                |
| Coco                     | 22 noiembrie 2017 | Lee UnkrichCo-regizat de: Adrian Molina                   | Matthew Aldrich, Jason Katz, Molina & Unkrich                                                                          | Aldrich & Molina                                                 | Darla K. Anderson                     | Michael Giacchino           |
| Incredibilii 2           | 15 iunie 2018     | Brad Bird                                                 | Brad Bird | Brad Bird                                                        | Nicole Paradis Grindle & John Walker  | Michael Giacchino           |
| Povestea jucăriilor 4    | 21 iunie 2019     | Josh Cooley                                               | Cooley, Stephany Folsom, Martin Hynes, Rashida Jones, Valerie LaPointe, John Lasseter, Will McCormack & Andrew Stanton | Folsom & Stanton                                                 | Mark Nielsen & Jonas Rivera           | Randy Newman                |
| Tot înainte              | 6 martie 2020     | Dan Scanlon                                               | Keith Bunin, Jason Headley & Scanlon                                                                                   | Keith Bunin, Jason Headley & Scanlon                             | Kori Rae                              | Jeff & Mychael Danna        |
| Suflet                   | 25 decembrie 2020 | Pete DocterCo-regizat de: Kemp Powers                     | Docter, Mike Jones & Powers                                                                                            | Docter, Mike Jones & Powers                                      | Dana Murray                           | Trent Reznor & Atticus Ross |
| Luca                     | 18 iunie 2021     | Enrico Casarosa                                           | Jesse Andrews, Casarosa & Simon Stephenson                                                                             | Andrews & Mike Jones                                             | Andrea Warren                         | Dan Romer                   |
| Roșu aprins              | 11 martie 2022    | Domee Shi                                                 | Julia Cho, Shi & Sarah Streicher                                                                                       | Cho & Shi                                                        | Lindsey Collins                       | Ludwig Göransson            |
| Lightyear                | 17 iunie 2022     | Angus MacLane                                             | Matthew Aldrich, Jason Headley & MacLane                                                                               | Headley & MacLane                                                | Galyn Susman                          | Michael Giacchino           |
| Elemental                | 16 iunie 2023     | Peter Sohn                                                | John Hoberg, Kat Likkel, Brenda Hsueh & Sohn                                                                           | Hoberg, Likkel & Hsueh                                           | Denise Ream                           | Thomas Newman               |
| Întors pe dos 2          | 14 iunie 2024     | Kelsey Mann                                               | Meg LeFauve & Mann | Dave Holstein & LeFauve                                          | Mark Nielsen                          | Andrea Datzman              |

1. ↑  Cântece de Kristen Anderson-Lopez, Robert Lopez, Germaine Franco și Adrian Molina
2. ↑  Compoziții și aranjamente jazz de Jon Batiste
3. ↑  Cântece de Billie Eilish și Finneas O'Connell

### Viitoare
| Film                  | Data lansării | Regizor(i)                                       | Scenarișt(i)          | Scenarișt(i)          | Producător(i)          | Compozitor(i) | Statusul producției | Referințe                   |
| Film                  | Data lansării | Regizor(i)                                       | Povestea              | Scenariul             | Producător(i)          | Compozitor(i) | Statusul producției | Referințe                   |
| --------------------- | ------------- | ------------------------------------------------ | --------------------- | --------------------- | ---------------------- | ------------- | ------------------- | --------------------------- |
| Elio                  | 13 iunie 2025 | Domee Shi, Madeline Sharafian & Adrian Molina    | Molina                | VFA                   | Mary Alice Drumm       | VFA           | În producție        | [ 2 ] [ 3 ] [ 4 ] [ 5 ]     |
| Hoppers               | 6 martie 2026 | Daniel Chong                                     | Jesse Andrews & Chong | Jesse Andrews & Chong | Nicole Paradis Grindle | VFA           | În producție        | [ 7 ] [ 8 ]                 |
| Povestea Jucăriilor 5 | 19 iunie 2026 | Andrew StantonCo-regizat de: McKenna Jean Harris | Stanton               | Stanton               | Jessica Choi           | VFA           | În producție        | [ 10 ] [ 11 ] [ 12 ] [ 13 ] |
| Incredibilii 3        | VFA           | Brad Bird                                        | VFA                   | VFA                   | VFA                    | VFA           | În producție        | [ 14 ]                      |

#### Proiecte nespecificate
În plus, un film neanunțat este programat pentru lansare pe 18 iunie 2027.

## Coproducții
- Buzz Lightyear of Star Command: The Adventure Begins (2000, direct-pe-video)
- A Spark Story (2021, documentar)